# Ранульф де Блондевіль, 6-й граф Честер
Ранульф (III) де Блондевіль (Бландевіль) (англ. Ranulf de Blondeville (Blundevill); 1170 — 18 жовтня 1232) — англо-нормандський аристократ, 4/6-й граф Честер, віконт д'Авранш і віконт де Байо з 1181 року, граф Річмонд і Герцог Бретані (по праву дружини) в 1189-1199 роках, 1-й граф Лінкольн з 1217 року, син Гуго де Кевільока, 3/5-го графа Честера, і Бертради де Монфор. Його описували як «майже останню реліквію великої феодальної аристократії Конкісти».

## Біографія

### Ранні роки
Ранульф, народжений у 1170 році в Монтгомеріширі, Повіс, Уельс, був старшим сином Х'ю де Кевеліока та Бертради де Монфор д'Евре. Кажуть, він був невеликого фізичного зросту.
Ранульф успадкував титул графа Честер (як і його батько до нього), будучи неповнолітнім (у віці одинадцяти років), і був посвячений у лицарі в 1188 або 1189 році, що дало йому контроль над його маєтками в Англії та Нормандії. Незважаючи на те, що він використовував, не безперервно, стиль герцога Бретонського через його шлюб, він ніколи не мав контролю над герцогством і, як відомо, не грав там важливу роль.
Про молоді роки Ранульфа відомо мало. Його нянька, Вімарк, походила з місцевого роду.

## Хронологія кар'єри

### Рання кар'єра
Повнолітнім Ранульфа було оголошено у 1187 році. Таке раннє визнання самостійності юного графа Честера, мабуть, було з амбітними планами короля щодо його приводу. У 1188 або 1189 Ранульф одружився з герцогинею Констанцією Бретаньською, вдовою сина Генріха II, герцога Джефрі II Бретанського. Генріх не заздрив герцогині і хотів, щоб вона вийшла заміж за магната, якому міг довіряти. Шлюб дав Ранульфу контроль над графством Річмонд, але він не був успішним, і вони розлучилися.
У 1196 році король Річард I призначив дев'ятирічного Артура, сина Констанції та Джеффрі, своїм імовірним спадкоємцем і викликав його та його матір, герцогиню Констанцію, до Нормандії. Констанс покинула Нант і поїхала до Руана. По дорозі її викрав чоловік, який не живе. Річард, розлючений, рушив до Бретані на чолі армії, маючи намір врятувати свого племінника. Артура таємно відвіз його вихователь до французького двору, щоб він виховувався з Людовиком, сином французького короля Філіпа II. У 1199 році Констанція втекла від чоловіка, і їхній шлюб був розірваний на підставі дезертирства.
У 1200 році Ранульф зміцнив свою владу в Нормандії, одружившись на Клеменсі Фужерській; вона була дочкою Вільгельма Фужерського, вдови Алана де Дінана та сестри Жоффруа Фужерського. Він виступав проти спроби Джона перевороту 1193-1194 рр. і підтримував багато контактів із прихильниками свого колишнього пасинка Артура. Він провів більшу частину 1199-1204 років у Франції, і його постійну лояльність купив Джон подальшим заступництвом. Однак король ставився до графа з підозрою, можливо, з якоїсь причини. Взимку 1204-1205 рр. король тимчасово конфіскував великі маєтки Ранульфа, підозрюваного у зв’язках із бунтівними валлійцями та в тому, що він сам планував повстання. Цей епізод, очевидно, переконав Ранульфа виявляти лояльність у майбутньому. Після цього його обсипали королівськими ласками. Натомість він воював у валлійських війнах Джона 1209-1212; допоміг забезпечити мир з папою в 1213-14 рр. і був з королем у Пуату в 1214 р.
Відданий королю в 1215-1216 роках, він був одним із небагатьох магнатів, які були свідками Великої хартії вольностей 1215 року, яку він пізніше адаптував, щоб заспокоїти своїх баронів у формі Великої хартії вольностей Честера. Він відіграв провідну військову роль у громадянській війні завдяки своїм великим маєткам і численним замкам. Ранульф стояв на боці Вільяма Маршала, а графи Дербі та Уорік — на боці короля, тоді як інша знать країни стояла на боці ворога або залишалася осторонь від конфлікту.

### Регентство
У 1215 році Честер був призначений лордом графства Ланкашир з правом призначати шерифів. Він також був Верховним шерифом Ланкаширу, Верховним шерифом Стаффордширу та Верховним шерифом Шропшира в 1216 році. Після смерті Джона в 1216 році вплив Ранульфа ще більше посилився. У Глостері очікували, що Ранульф претендуватиме на регентство за молодого Генріха III. Події в Глостері, де за відсутності Ранульфа перебували Вільям Маршал і молодий король, розвивалися швидко. Маршал був висунутий і запропонований регентством дворянством і священнослужителями, які зібралися в Глостері до прибуття Ранульфа. Було занепокоєння, що Ранульф може заперечити проти цього рішення, але коли він прибув (29 жовтня 1216 р.), він заявив, що не хоче бути регентом, тому будь-який потенційний конфлікт зник.

### Похід 1217 року
Перед смертю Джона повстанські барони запропонували трон Англії дофіну Людовіку. Людовик вторгся в країну влітку 1216 року і взяв Вінчестер. Де Блондевіль доклав своєї політичної ваги до перевидання Великої хартії вольностей у 1216 і 1217 роках; його військовий досвід був використаний для перемоги над повстанцями під Лінкольном у 1217 році. Ранульф базувався в північній частині Мідлендсу, і йому було доручено перешкодити північним баронам зв’язатися з Луїсом на півдні.
Граф вирішив об’єднати особисті інтереси з проблемами країни, атакувавши Саер де Квінсі, 1-й граф Вінчестер, замок у Маунтсоррелі в Лестерширі, звідки попередники графа Вінчестера витіснили діда Ранульфа, Ранульфа де Гернона. Граф Вінчестер переконав Луїса надіслати до замку сили допомоги. Коли вони прибули, де Блондевіля та роялістів уже не було. Насправді вони прямували до Лінкольна, щоб мати справу з французькими військами, які облягали тамтешній замок.
Вільям Маршал зі своєю основною армією в Нортгемптоні також рушив до міста, а в Лінкольні відбулася битва між роялістами на чолі з Вільямом Маршалом і де Блондевілем і французькими військами та їхніми союзниками. Битва пішла на користь роялістів, і вони захопили сорок шість баронів і графів Вінчестера, Херефорда та графа Лінкольна, нещодавно створеного французьким королем Луї. Після битви на знак визнання його підтримки 23 травня 1217 року король Англії Генріх III присвоїв Ранульфу титул графа Лінкольна.

### П'ятий хрестовий похід
У 1218 році де Блондевіль вирішив виконати обітницю хрестового походу, яку він дав три роки тому, і вирушив на схід. Він зустрівся з графами Невер і Ла Марке в Генуї в супроводі графів Дербі, Арундела і Вінчестера. Потім вони попливли до Єгипту та Нілу. За крижаною зимою в таборі прийшло спекотне літо, яке дуже вплинуло на моральний стан хрестоносців.
У вересні 1219 року султан, побоюючись конфлікту за межами Дамієтти, запропонував хрестоносцям дивовижну угоду — Віфлеєм, Назарет, Єрусалим, центральну Палестину та Галілею, якщо хрестоносці відмовляться від війни в Єгипті. Ерл Ранульф був одним із багатьох голосів, які підтримали цю пропозицію, і його підтримали його англійські колеги.
Однак єпископ Пелагій, Патріарх Єрусалимський і військові ордени не мали цього. Зрештою вони відмовилися від пропозиції, і 5 листопада вони виявили, що стіни Дамієтти погано укомплектовані, тому вони напали та захистили місто. Коли настала зима, армія тліла невдоволенням. Граф Ранульф покинув Дамієтту у вересні 1220 року разом зі своїми колегами-англійськими графами, залишивши позаду нерішучу силу під командуванням єпископа Пелагія та військових орденів. Після провалу хрестового походу він повернувся до Англії, де знайшов свого суперника Вільяма Маршала мертвим, а уряд у руках Губерта де Бурга.

### Останні роки
З 1220 по 1224 роки зростала напруженість між урядовцями та старими прихильниками короля Іоанна. Це переросло у відкритий конфлікт взимку 1223-1224 рр., коли Ранульф серед інших ненадовго намагався чинити опір політиці де Бурга щодо відновлення шерифів і королівських замків. Ранульф побудував замок Болінгброк біля Спілсбі в Лінкольнширі близько 1220 року, де пізніше народився король Генріх IV, а також замок Чартлі в Стаффордширі та замок Бістон у Чеширі. Ранульф ненадовго став каштеляном замку Воллінгфорд. Він уклав союз з Ллівеліном Великим, чия дочка Елен вийшла заміж за племінника і спадкоємця Ранульфа, Іоанна Шотландця, приблизно в 1222 році.
В останні роки життя де Блондевіля він діяв як старший державний діяч, був свідком перевидання Великої хартії вольностей у 1225 році, відігравав визначну роль у суперечці 1227 року щодо лісових законів і, як ветеран, очолював армію Генріха III на злощасному Пуату експедиція 1230-1231 рр. Він очолив кампанію після смерті Вільяма Маршала (молодшого). Він проявив енергійність і здійснив удар до Анжу, але до кінця червня французи досягли бретонського кордону. Ранульф завершив кампанію перемир'ям з королем Франції на три роки, яке закінчилося в 1234 році.
Граф Ранульф тримав на увазі свою особисту перевагу. У 1220 році деякі з його маєтків уникли карукажу; у 1225 році допомога не стягувалася в Чеширі; а в 1229 р. успішно протистояв церковному збирачеві податків. Єдиною його великою невдачею в похилому віці було те, що він не уникнув 1232 року сорокових зборів на свої землі.

## Смерть Ранульфа
Ранульф помер у Воллінгфорді 26 жовтня 1232 у віці шістдесяти років. Його нутрощі були поховані в замку Воллінгфорд, його серце — у заснованому ним абатстві Дьєлакр, а решта його тіла — у Санкт-Вербургу в Честері. Його різні маєтки були розділені між чотирма його сестрами Матильдою (Мод), Мейбл, Агнес (Аліс) і Хавіс як співспадкоємцями.
Друга сестра Ранульфа Мейбл і його старша сестра Матильда (Мод) ділили маєтки з іншими своїми сестрами. Третя сестра Ранульфа Агнес (Аліса) успадкувала, разом із часткою в інших маєтках зі своїми сестрами, землі між річками Ріббл і Мерсі, замок Повіс біля Велшпула в Уельсі, замок Чартлі, Стаффордшир, і землю в Багбруку, Нортгемптоншир. Наймолодша сестра Ранульфа Хавіз успадкувала честь і замок Болінгброк, інші великі маєтки, такі як Ліндсі та Халланд у Лінкольнширі, а також частку інших маєтків зі своїми сестрами.
Однак перед смертю Ранульфа він також зробив Гавіз, свою молодшу сестру, подарунком inter vivos, отримавши диспенсацію від Корони, графства Лінкольна. У квітні 1231 року він надав їй титул офіційною грамотою за своєю печаткою, яка була підтверджена королем Генріхом III. 27 жовтня 1232 року, наступного дня після смерті Ранульфа, вона була офіційно обрана першою графинею Лінкольна. Вона утримувала титул графства Лінкольна, поки менше ніж через місяць за згодою короля вона також не подарувала титул графства inter vivos своїй дочці Маргарет де Квінсі та своєму зятю Джону де Лейсі, 2-му графу Лінкольну. 23 листопада 1232 року вони були офіційно надані королем Генріхом III статусом графині та графа Лінкольна.
Після його смерті його племінник Джон Шотландець (син його старшої сестри Матильди (Мод) Честерської) був офіційно присвоєний королем Генріхом III титулом графа Честера 21 листопада 1232 року, що свідчить про попередня домовленість.

## Сім'я
- 1-а дружина: з 3 лютого 1188 (розлучилися 1199) Констанція Бретонська (бл. 1161 — 3/4 вересня 1201), герцогиня Бретані та графиня Річмонд з 1171, дочка герцога Конана IV Бретонського і Маргарі (Джеффрі) II Плантагенета (23 вересня 1158 — 19 серпня 1186), англійського принца, герцога Бретані. Дітей від цього шлюбу не було.
- 2-а дружина: з 7 жовтня 1200 Клеменція де Фужер (пом. 1252, після 25 грудня), дочка Гільома де Фужера та Агати дю Омме, вдова Альона де Вітрі. Згідно з «Europäische Stammtafeln», Ранульф мав доньку, яка могла народитися тільки від другого шлюбу з Клеменцією:

• Маргарита (пом. бл. 1220); чоловік: Жоффруа I (пом. 15 вересня 1221), віконт де Роган з 1205

## У масовій культурі
«Ранульф граф Честерський» згадується в тому самому рядку, що й Робін Гуд у «Пірсі-Орачі», що є першим чітким посиланням на історії, що поширюються про останнього.
Як важлива фігура під час правління королів Річарда I та Джона, Ранульф з'являється в романах того періоду.
Ранульф де Блондевіль — персонаж другого плану в романі Джеймса Ґолдмана «Я як свідок» 1979 року, дія якого розгортається за часів правління короля Іоанна. Оповідач Голдмана описує Ранульфа як «єдиного живого вестгота» і засуджує його за вбивство багатьох валлійців як англо-нормандського лорда Валлійської марки. Він представлений як жорстокий і агресивний супротивник всього сущого і народу Уельса.
Він з’являється на початку роману Шерон Кей Пенман «Падає тінь» про життя та кар’єру Саймона де Монфора, 6-го графа Лестера, коли він обіцяє особисто підтримати звернення Саймона до короля з проханням визнати його право на збіднілий Лестерський титул.
Ранульф коротко з’являється в романі Лорен Джонсон «Шервудська стріла» 2013 року, беручи участь в облозі Ноттінгема в 1194 році.